# Harmeet Singh
Harmeet Singh, född den 12 november 1990 i Oslo i Norge, är en norsk fotbollsspelare som spelar för Sandefjord.

## Karriär

### Vålerenga Fotball
Singh spelade för Vålerenga Fotball fram till 2012. Singh var med när klubben vann Norska cupen 2008.

### Feyenoord
Den 5 juli 2012 skrev Singh på ett 2-årskontrakt med Feyenoord i Nederländerna.

### Molde FK
Den 19 februari 2014 lämnade Singh Feyenoord för ett 2-årskontrakt i norska Molde FK.

### FC Midtjylland
Den 1 februari 2016 skrev Singh på ett 3-årskontrakt med danska FC Midtjylland.

### Tillbaka till Molde FK
Den 11 mars 2016 upphävdes kontraktet mellan Singh och FC Midtjylland på grund av personliga omständigheter.
Singh återvände kort därefter till Molde FK.

### Kalmar FF
Den 28 juli 2017 skrev Singh på för Kalmar FF, ett avtal som sträcker sig 1,5 år. Singh gjorde sitt första inhopp i matchen mot IFK Göteborg den 6 augusti 2017.

### Sarpsborg 08
I februari 2018 värvades Singh av Sarpsborg 08.

### HJK Helsingfors
I mars 2019 värvades Singh av HJK Helsingfors, där han skrev på ett tvåårskontrakt. Singh spelade 11 matcher i Tipsligan 2019, men kom i januari 2020 överens med HJK om att bryta sitt kontrakt.

### Sandefjord
Den 18 september 2020 värvades Singh av Sandefjord, där han skrev på ett halvårskontrakt. Den 1 februari 2021 förlängde Singh sitt kontrakt med två år.

## Meriter
- Norska Eliteserien (1): 2014[1]
- Norska Cupen (2): 2008, 2014[1]